# بول إكسزافير كيلي
بول إكسزافير كيلي (بالإنجليزية: Paul Xavier Kelley)‏ هو ضابط أمريكي، ولد في 11 نوفمبر 1928 في بوسطن في الولايات المتحدة.

## وصلات خارجية
- بول إكسزافير كيلي على موقع إن إن دي بي (الإنجليزية)